# Département de Villaguay
Le département de Villaguay est une des 17 subdivisions de la province d'Entre Ríos, en Argentine. Son chef-lieu est la ville de Villaguay.
Le département a une superficie de 6 753 km2.
Sa population s'élevait à 48 416 habitants au recensement de 2001.

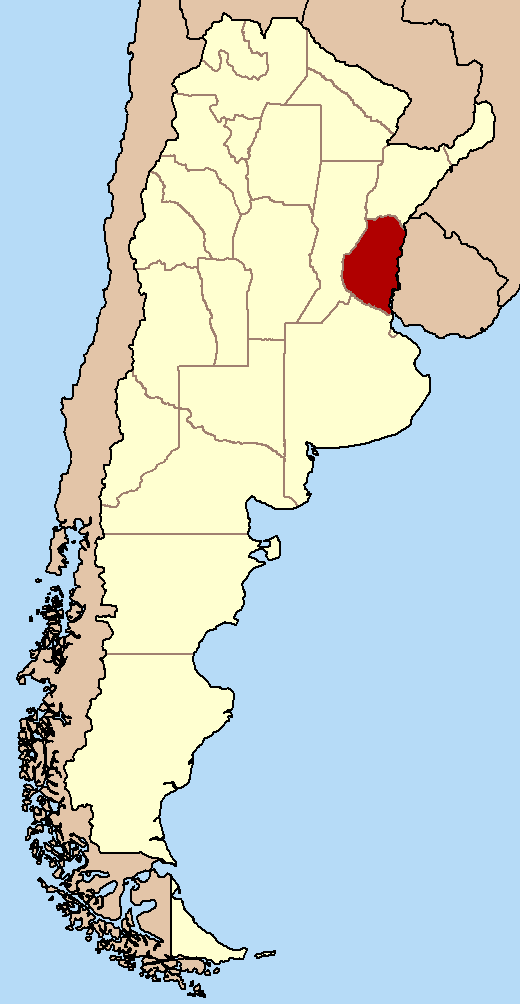
Localisation de la province d'Entre Ríos en Argentine.

## Villes et localités
- Estación Raíces
- Ingeniero Miguel Sajaroff
- Jubileo
- Mojones Norte
- Villa Clara
- Villa Domínguez
- Villaguay, chef-lieu